# 梶原武雄

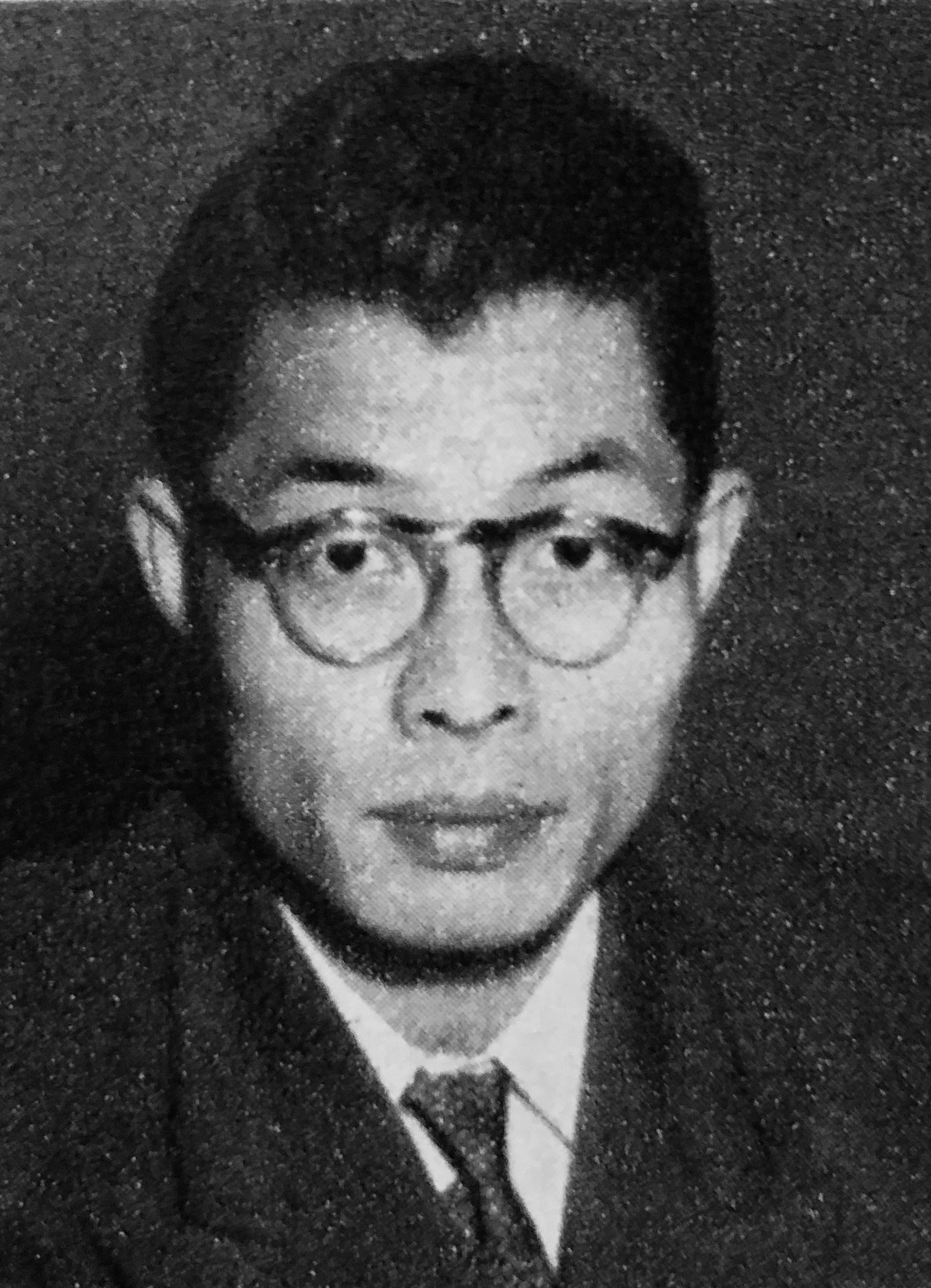
梶原武雄（1954年）

梶原 武雄（かじわら たけお、1923年（大正12年）2月25日 - 2009年（平成21年）11月28日） は、囲碁の棋士。新潟県佐渡市出身、日本棋院所属、九段、関山利一九段門下。優れた大局観と石の形にこだわる求道的な姿勢、及び若手棋士への薫陶で囲碁界に大きな影響を与え、また多くの新定石も生み出した。抉るような厳しい棋風は「ドリル攻め」「ヤスリ攻め」「部分感覚天下一品」と呼ばれ恐れられた。武田みさを五段は姉。

## 経歴
新潟県佐渡郡畑野村（現：佐渡市畑野）に、商家の七人兄弟の長男として生まれる。父は碁好きで、姉みさをが父の中学の同級生で棋正社の藤原七司に習っていた影響で碁を覚えた。父の仕事の関係で一家で上京。11歳の時に知人の紹介で家の近かった関山利一に六子の試験碁を打ち、入門して通い弟子となった。その後関山の師匠格にあたる久保松勝喜代に六子で打って院生入りを認められた。
1937年入段。初参加の大手合で最年少棋士ながら第8位となり、「棋道」誌で本因坊秀哉との3子局を企画され勝利。この時期、師の関山の弟弟子にあたる半田道玄とともに研鑽した。1941年の第2期本因坊戦の関山利一と橋本宇太郎の挑戦手合で、関山が2局目で病気棄権となった際、当時五段の梶原が師の関山の代理で橋本と対戦するという案が持ち上がったが、実現しなかった。この直後の大手合での対戦では、梶原は橋本に勝つ。
1944年に、この頃右目がほとんど見えなくなっていたが召集され、中国戦線に出征。1946年に復員し、1947年に、日本棋院に不満を訴えて前田陳爾、坂田栄男ら8棋士で囲碁新社を結成して、日本棋院を脱退。1948年に坂田が呉清源との三番碁に敗れた後、梶原も先番逆コミで呉に挑むが敗れ、単独で日本棋院に復帰、1949年に残る7棋士も復帰した。
この頃、藤沢秀行、山部俊郎と並んで「戦後三羽烏」「アプレゲール三羽烏」などと呼ばれた。
1950年の日本棋院と関西棋院による東西対抗戦に六段で出場し、西軍の細川千仭七段に勝利。続く東西対抗の勝ち抜き戦では、瀬川良雄、炭野武司、鯛中新、本因坊昭宇に4人抜きして東軍勝利とした。1964年の王座戦では決勝に進み、当時全盛の坂田栄男との三番勝負に2連敗で敗れる。1965年九段、名人戦リーグ入り。その後も1973年に全日本第一位決定戦挑戦者、1977年碁聖戦リーグで同率挑戦者決定戦進出、1983年に十段戦勝者組決勝進出など各棋戦で活躍。
1950年から54年まで日本棋院院生師範。木谷実の内弟子の道場が四谷に移転した時、その弟子達の研究会を梶原が始める。木谷門下の多くの棋士に加え、瀬越憲作門下の曺薫鉉らも参加し、大いに影響を受けた。また関山利一没後に関山一門による研究会にて指導者を務めた。
1965年に訪中囲碁使節団団長を務める。この時の副団長は林裕、また団員に工藤紀夫、安倍吉輝がいた。また日本囲碁連盟の囲碁通信教育（機関誌『囲碁研究』）で主任教授を務めた。
序盤を学問的探究心をもって深く研究し、「碁は序盤こそが学問、中盤は戦争屋に、終盤は能吏にまかせておけばよい」といった発言も残っている。またこのため、序盤に持ち時間を使い果たし、終盤で逆転されるといったことも多かった。長考派としても知られ、1960年王座戦の橋本昌二戦での「今日の蛤は重い」の一言は有名。TVのNHK杯などの解説では歯切れのいい「梶原節」が人気を呼んだ。2001年には「週刊碁」に、半生を綴った「石心一路」を連載。
仲間内の愛称は、その毒舌により森の石松から取った「イシ」。趣味は詩吟で、岳風流横山岳精から奥伝を授与されている。
2000年3月31日に引退。通算成績は、595勝458敗11ジゴ。

### 主な棋歴
- 大手合 一部優勝1944年前期、1948年前期、1954年第二部優勝
- 首相杯争奪戦 1958年準優勝（決勝で大窪一玄に敗れる）
- 王座戦 1964年 準優勝（坂田栄男に0-2で敗れる）
- プロ十傑戦 1971年2位（決勝で石田芳夫に2-3で敗れる）、1970年6位、1975年6位
- 全日本第一位決定戦 1973年挑戦者（大竹英雄に0-2で敗れる）
- 最高位決定戦リーグ 1955年
- 名人戦リーグ7期（1965、69-71、75-77年）
- 本因坊戦リーグ3期（1957、62-63年）
- 碁聖戦リーグ 1977年1位（3勝1敗、同率プレーオフで武宮正樹に敗れる）

### 受賞等
- 1979年 棋道賞勝率第一位賞（16勝6敗、.727）
- 1993年 大倉賞
- 1995年 勲四等瑞宝章。

## 代表局
四人抜きで決着 東西対抗大碁戦勝抜戦第6局（1950年6月27-28日） 梶原武雄六段-(先番)本因坊昭宇

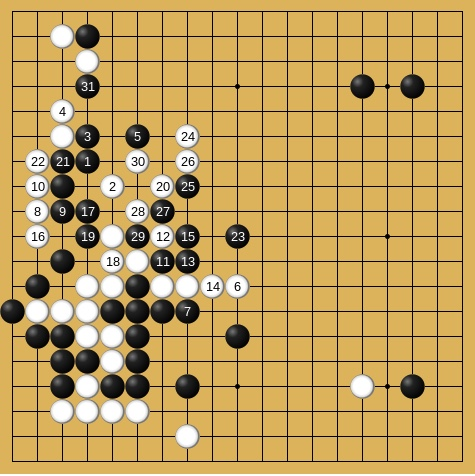
梶原武雄-(先番)本因坊昭宇 44-77手目

この頃から梶原は「ドリル戦法」と呼ばれるようになっている。東西対抗戦の勝ち抜き戦では、藤沢秀行1勝の次に出場し、3人を抜いて西軍の大将橋本宇太郎を残すのみとしていた。左下は大斜定石の新型。黒1（47手目）から進出を狙うが、白8のヤスリ攻め。黒も11と切って激戦となった。白20と整形したが、白24が問題で、黒25から29と形を崩しながらコウを狙われ、黒がコウ立てで左上隅を取り、白が中央を打ち抜く振り替わりとなった。白は下辺中央黒を攻めたてながら戦いが右辺に及んで、白の緩手で黒優勢となるが、中央黒を追撃して逆転。216手まで白中押勝。梶原は4人抜きで日本棋院勝利をもたらした。
坂田を追い詰める 第12期王座戦決勝三番勝負第2局（1964年10月15-16日）互先 梶原武雄八段 - (先番)本因坊栄寿名人

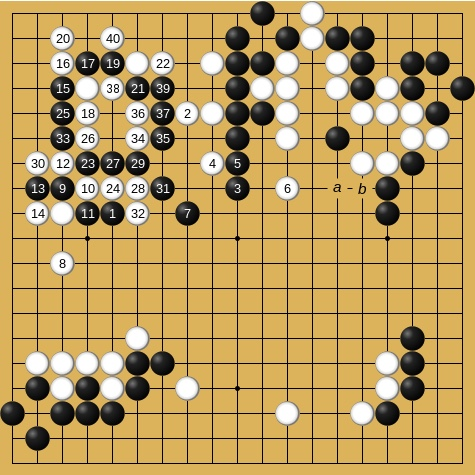
梶原武雄 - (先番)本因坊栄寿 75-114手目

当時名人・本因坊の坂田栄男と王座戦決勝で相まみえた。三番勝負第1局は先番梶原が優勢に進めたが坂田に逆転負けを喫する。第2局は梶原が白番で、左下は梶原定石。黒1（75手目）から黒9と左辺を荒らしに行くが、白10以下最強に迎え撃って、白40まで突入した黒は全滅してしまい、白が勝勢となった。しかしこの後右上で黒aに白bと出たのが無用の頑張りで、白は上半分を切り取られて逆転される。さらにその後に黒が中央で打ちすぎて再逆転。しかし梶原は1分碁の中で右下黒の死活を間違えて、無条件死のところをコウにしてしまい、黒の6目半勝。坂田が2-0で優勝となり、悲願の打倒坂田はかなわなかった。

## 梶原定石
梶原はいくつかの新手、新定石を編み出し、梶原定石の名で知られているものも多い。
代表的なものとして以下がある。
- 小目の二間高バサミにハザマ飛びする形の派生型

|  |  |  |  |  |  |  |  |  |
|  |  |  |  |  |  |  |  |  |
|  |  |  |  |  |  |  |  |  |
|  |  |  |  |  |  |  |  |  |
|  |  |  |  |  |  |  |  |  |
|  |  |  |  |  |  |  |  |  |
|  |  |  |  |  |  |  |  |  |
|  |  |  |  |  |  |  |  |  |
|  |  |  |  |  |  |  |  |  |

白は数子を捨石にした代償に、黒一子を突き抜いて切り離し、先手で勢力を得る。この後白aに封鎖するのも手厚いが、手を抜くことが多い。後の黒aには、隅の白石にはこだわらずに白bと外す要領。
- 小目二間高バサミ、コスミ対策

|  |  |  |  |  |  |  |  |  |
|  |  |  |  |  |  |  |  |  |
|  |  |  |  |  |  |  |  |  |
|  |  |  |  |  |  |  |  |  |
|  |  |  |  |  |  |  |  |  |
|  |  |  |  |  |  |  |  |  |
|  |  |  |  |  |  |  |  |  |
|  |  |  |  |  |  |  |  |  |
|  |  |  |  |  |  |  |  |  |

黒1、白2に対して、従来の7でなく3におさえ、白12まで。この後黒aにオサエるのが部分的に好形だが、右辺に先着する手もある。
- カケ

|  |  |  |  |  |  |  |  |  |
|  |  |  |  |  |  |  |  |  |
|  |  |  |  |  |  |  |  |  |
|  |  |  |  |  |  |  |  |  |
|  |  |  |  |  |  |  |  |  |
|  |  |  |  |  |  |  |  |  |
|  |  |  |  |  |  |  |  |  |
|  |  |  |  |  |  |  |  |  |
|  |  |  |  |  |  |  |  |  |

小目の大ゲイマガカリに一間にハサむ形で、黒11のカケが梶原の新手で、黒15までが定石となっている。従来は11では黒a、白11、黒15と運ぶ手が多く打たれていた。また当初は15の手でbと打っていたが、その後15が主流になった。
- 黙ってサガリ

|  |  |  |  |  |  |  |  |  |
|  |  |  |  |  |  |  |  |  |
|  |  |  |  |  |  |  |  |  |
|  |  |  |  |  |  |  |  |  |
|  |  |  |  |  |  |  |  |  |
|  |  |  |  |  |  |  |  |  |
|  |  |  |  |  |  |  |  |  |
|  |  |  |  |  |  |  |  |  |
|  |  |  |  |  |  |  |  |  |

小目の一間高ガカリに上ツケして、白4とノビるのは場合の手だが、黒5から9となった時に、白a、黒bとして白が先手を取るのがよく打たれる定石。ここで黙って白10と下がるのが梶原創案。黒cの切りには白dで取れているのが利点だが、白が後手であり、かなり特殊な手段。
- 中国流対策

|  |  |  |  |  |  |  |  |  |  |  |  |  |  |  |  |  |  |  |
|  |  |  |  |  |  |  |  |  |  |  |  |  |  |  |  |  |  |  |
|  |  |  |  |  |  |  |  |  |  |  |  |  |  |  |  |  |  |  |
|  |  |  |  |  |  |  |  |  |  |  |  |  |  |  |  |  |  |  |
|  |  |  |  |  |  |  |  |  |  |  |  |  |  |  |  |  |  |  |
|  |  |  |  |  |  |  |  |  |  |  |  |  |  |  |  |  |  |  |
|  |  |  |  |  |  |  |  |  |  |  |  |  |  |  |  |  |  |  |
|  |  |  |  |  |  |  |  |  |  |  |  |  |  |  |  |  |  |  |
|  |  |  |  |  |  |  |  |  |  |  |  |  |  |  |  |  |  |  |
|  |  |  |  |  |  |  |  |  |  |  |  |  |  |  |  |  |  |  |
|  |  |  |  |  |  |  |  |  |  |  |  |  |  |  |  |  |  |  |
|  |  |  |  |  |  |  |  |  |  |  |  |  |  |  |  |  |  |  |
|  |  |  |  |  |  |  |  |  |  |  |  |  |  |  |  |  |  |  |
|  |  |  |  |  |  |  |  |  |  |  |  |  |  |  |  |  |  |  |
|  |  |  |  |  |  |  |  |  |  |  |  |  |  |  |  |  |  |  |
|  |  |  |  |  |  |  |  |  |  |  |  |  |  |  |  |  |  |  |
|  |  |  |  |  |  |  |  |  |  |  |  |  |  |  |  |  |  |  |
|  |  |  |  |  |  |  |  |  |  |  |  |  |  |  |  |  |  |  |
|  |  |  |  |  |  |  |  |  |  |  |  |  |  |  |  |  |  |  |

黒の中国流に、白1、黒2のあと、白3とノゾクのが梶原の創案した手法。黒4のツギなら白5にヒラクが、黒4でaなら白は右上のサバキが容易であるので、左辺bなどに先着する。

## 梶原語
棋士の研究会やテレビの解説などで数々の新語を発し、碁界に広まった。長い説明を省いた略語が多い。
- アタタタ - 頭を叩くの意。ハネ、オサエなどで相手の進出を止める手に対して使われる。「二目の頭見ずハネよ」と言われるように、石の伸びる方向を止められることの痛さも含んでいる。
- オワ - 既に終わっているの意。序盤早々で優劣が着いたとされる時に使う。
- カルサバ - 軽く捌く
- ゲイコマ - 芸が細かい
- スデコマ - すでに細かい、コミ碁の黒番では意に沿わない含み。スデオワ、スデマケもある。
- ソトマワリ（外回り山手線） - 隅や辺の地を相手に与え、中央に石を向けた形。
- ダマツギ - 黙って（単に）ツギ
- ニイトビ - 二間トビ
- ニッピラ - 二間開き
- ヌル - ぬるい（緩い）
- ネラ - 狙い
- ベラデカ - べらぼうに大きい（でかい）、部分的に不利な形でも先手を取って大所に回る大局観を示す時に使う
- ムズ - 難しい局面
- ヨロステ - 喜んで捨てる
- ゼ - 絶対に死なない。将棋界で『玉が絶対に詰まない』という意味で転用され、現在ではゼット（Z）と言うことが多い。

## 著作
- 『新らしい碁の考え方』 前,後篇 藤沢秀行 共著 日本書房 1950
- 『必勝囲碁教室』藤沢秀行, 山部俊郎 共著,胡桃正樹 編 公友社 1950
- 『囲碁手筋百題』囲碁春秋社 1953
- 『良手と悪手(日本棋院囲碁文庫〈第15〉』日本棋院 1959
- 『碁の打ち方 囲碁初級編』東京書院  1959
- 『囲碁上達の秘訣—囲碁中級編』東京書院 1960
- 『囲碁上達の秘訣—囲碁上級編』東京書院
- 『これが手筋だ　新囲碁百科』金園社 1968
- 『梶原詰碁120題』金園社 1968 (詰碁シリーズ)
- 『梶原囲碁教室石の心』池田書店 1969 (実用新書)
- 『石の方向』日本棋院 1970 (ゴ・スーパーブックス ; 12)
- 『梶原の囲碁教室 : 石に心あり』池田書店 1972 (Ikeda books)
- 『梶原の囲碁教室 2 (石に道あり)』池田書店 1973
- 『梶原流 生きた定石(ゴ・スーパーブックス33 』日本棋院　1973年
- 『元美 俊哲 仙得 (日本囲碁大系12巻)』筑摩書房 1976年（主著者伊藤敬一、解説梶原）
- 『石心 梶原武雄 (芸の探究シリーズ3)』日本棋院 1977年
- 『シマリとカカリの百科　初段の心得 現代囲碁文庫 』誠文堂新光社　1978年
- 『ヒラキと構図の百科　初段の心得　現代囲碁文庫16 』誠文堂新光社　1978年
- 『戦いの中の定石』梶原武雄 解説, 諸井憲二 編集 山海堂 1979 (囲碁有段シリーズ)
- 『梶原流革命定石 (梶原の碁1)』『梶原流序盤構想 (梶原の碁2)』『梶原流石の感覚 (梶原の碁3)』『梶原流ドリル戦法 (梶原の碁4)』『梶原流置碁必勝法 (梶原の碁5)』日本棋院 1979-1980年
- 『囲碁入門の原点 : 基礎力徹底充実のために』創元社 1980 (初段に挑戦する囲碁シリーズ)
- 『接近戦入門 : 基礎力徹底充実のために』創元社 1980 (初段に挑戦する囲碁シリーズ)
- 『定石原典 : 星・三々』梶原武雄 著 独楽書房 1981
- 『定石原典 小目』独楽書房 1982
- 『定石原典 高目・目外し』独楽書房 1982
- 『梶原武雄の石の方向に強くなる本 : アマ布石にメスを入れる』誠文堂新光社 1982
- 『梶原武雄 (現代囲碁大系25巻)』講談社 1984年
- 『梶原流電撃戦法 : これにてオワッ! 二子局の巻』中山典之 編 独楽書房 1985 のちユージン伝 1993　(新・碁学読本)
- 『一刀両断! 梶原節（NEW別冊囲碁クラブ）』日本棋院 1985年
- 『梶原流電撃戦法 : これにてオワッ! 三子局の巻』中山典之 編 独楽書房 1986 のちユージン伝 1993　(新・碁学読本)
- 『梶原武雄』講談社 1987 (現代囲碁名勝負シリーズ ; 7)
- 『日本囲碁大系 第12巻元美・俊哲・仙得』梶原武雄 解説、伊藤敬一執筆、林裕 総編集 筑摩書房 1992
- 『定石原典 : 旧型一掃・梶原イズム満載 小目』中山典之 編 ユージン伝 1992
- 『定石原典 : 旧型一掃・梶原イズム満載 高目・目外し』中山典之 編 ユージン伝 1992
- 『定石原典 : 旧型一掃・梶原イズム満載 星・三々』中山典之 編 ユージン伝 1992
- 『囲碁名局精選　1　梶原武雄』日本囲碁連盟　1992
- 『定石-自由自在』梶原武雄 解説, 諸井憲二 編 山海堂 2004 (Man to man books. 囲碁有段シリーズ)
- 『梶原流置碁必勝法 : 九子から二子局までの置碁研究』日本棋院 2011 (日本棋院アーカイブ ; 2)